# Moor Row
Moor Row – wieś w Anglii, w Kumbrii. Leży 57 km na południowy zachód od miasta Carlisle i 405 km na północny zachód od Londynu. W 2015 miejscowość liczyła 783 mieszkańców.